# Casa Tavel
Casa Tavel (in francese: Maison Tavel) è uno storico edificio di Ginevra, in Svizzera, costruito nella forma attuale a partire dal 1334, ma le cui origini risalgono probabilmente al XII secolo. È la più antica residenza privata della città ed è sede del Musée du Vieux Genève ("Museo della Vecchia Ginevra").

## Descrizione
Casa Tavel si trova al nr. 6 di Rue du Puits-St-Pierre, nella parte vecchia della città, situata nella parte meridionale del centro, a nord del Parc des Bastions 
L'edificio presenta una facciata gotica in pietra con una fila di tre finestre e una torretta angolare.
All'interno dell'edificio, oltre al Musée du Vieux Genève, dedicato alla vita cittadina dal XIV al XIX secolo, si possono ammirare al secondo dodici camere che offrono uno spaccato della vita a Ginevra nel XVII secolo.
Tra i punti di interesse, figura un plastico metallico che mostra com'era Ginevra nel 1850.

## Storia
L'edificio fu costruito dalla famiglia Tavel nel corso del XII secolo.
Le prime attestazioni storiche sull'esistenza dell'edificio risalgono tuttavia soltanto al 1303.
Nel 1334, l'edificio andò completamente distrutto da un incendio e fu ricostruito.
Dopo essere stata abitata da varie famiglie influenti, nel 1963 fu acquistata dalla città di Ginevra.
Dopo un'ampia opera di restauro, fu trasformata in museo nel 1986.